# Кан Ён Гюн
Кан Ён Гюн (кор. 강영균, р.23 июля 1974) — северокорейский борец греко-римского стиля, чемпион Азии, призёр Олимпийских и Азиатских игр.

## Биография
Родился в 1974 году. В 1996 году стал серебряным призёром чемпионата Азии, а на Олимпийских играх в Атланте занял 4-е место. В 1998 году завоевал серебряную медаль Азиатских игр. В 2000 году стал бронзовым призёром Олимпийских игр в Сиднее. В 2001 году стал чемпионом Азии. В 2002 году вновь завоевал серебряную медаль Азиатских игр.